# Северо-Задонск

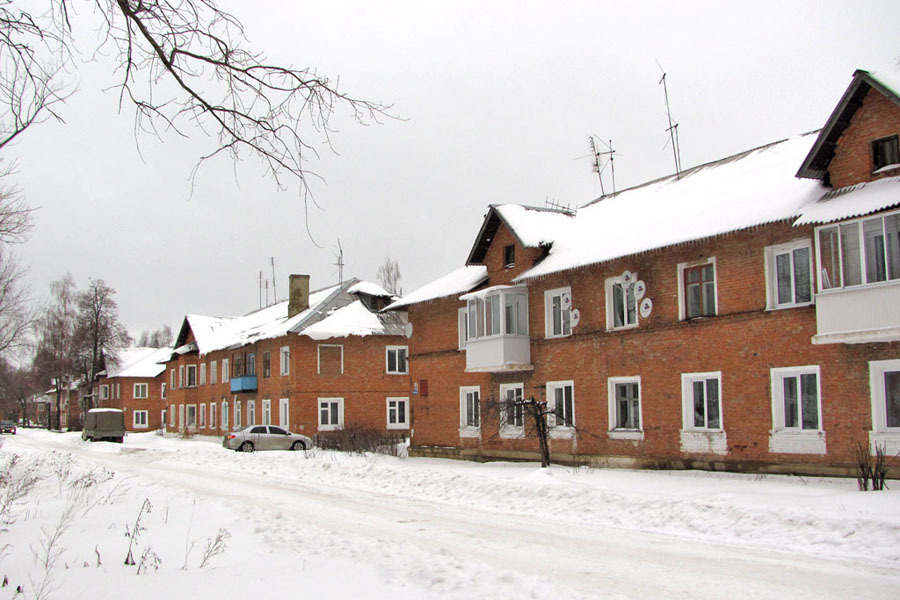

Се́веро-Задо́нск — микрорайон (до 2005 — город) в составе города Донской Тульской области России.

## География
Микрорайон расположен в 10 км на северо-восток от центра города.

## История
8 июля 1950 года шахтёрский посёлок Тринадцатый Километр был преобразован в город Северо-Задонск в составе Донского района Московской области; с 1957 года Северо-Задонск находился в составе Тульской области.
В 1963 году — после ликвидации Донского района — город был подчинён Донскому горсовету.
Законом Тульской области от 3 марта 2005 года № 529-ЗТО Северо-Задонск присоединён к городу Донской в качестве микрорайона.

## Население
По данным переписи 1959 года, в Северо-Задонске проживали 23 159 человек (10 774 мужчина и 12 385 женщин). К 1974 году население города составляло 23 тысячи человек. Численность населения Северо-Задонска в 2002 году — 17 249 человек.

## Экономика
Основные промышленные предприятия:
- Северо-Задонский экспериментальный завод (СЭЗ) — предприятие угольного машиностроения в городе Донском Тульской области. Завод был основан для ускорения производства опытных образцов и партий новых машин и механизмов для шахт, а также проведения экспериментальных работ по механизации и автоматизации производственных процессов. Впоследствии стал одним из флагманов угольного машиностроения.

- Электромашиностроительный завод — производство блоков питания, бортовых электродвигателей, датчиков контроля работы приборов, преобразователей тока и т. д. Завод входит в холдинг «Аэроэлектромаш».